# Cernîțea, Mîkolaiiv
Cernîțea (în ucraineană Черниця) este un sat în comuna Pisocina din raionul Mîkolaiiv, regiunea Liov, Ucraina.

## Demografie
Componența lingvistică a localității Cernîțea
     Ucraineană (99,9%)
Conform recensământului din 2001, majoritatea populației localității Cernîțea era vorbitoare de ucraineană (99,9%), existând în minoritate și vorbitori de alte limbi.